# Reedmergnerita
La reedmergnerita és un mineral de la classe dels silicats, que pertany al grup del feldespat. Rep el nom en honor de Frank S. Reed (n. 1894) i John L. Mergner (1894), tècnics de secció prima i polits del United States Geological Survey.

## Característiques
La reedmergnerita és un silicat de fórmula química NaBSi₃O₈. Cristal·litza en el sistema triclínic. La seva duresa a l'escala de Mohs es troba entre 6 i 6,5.
Segons la classificació de Nickel-Strunz, la reedmergnerita pertany a «09.FA - Tectosilicats sense H₂O zeolítica, sense anions addicionals no tetraèdrics» juntament amb els següents minerals: kaliofilita, kalsilita, nefelina, panunzita, trikalsilita, yoshiokaïta, megakalsilita, malinkoïta, virgilita, lisitsynita, adularia, anortoclasa, buddingtonita, celsiana, hialofana, microclina, ortosa, sanidina, rubiclina, monalbita, albita, andesina, anortita, bytownita, labradorita, oligoclasa, paracelsiana, svyatoslavita, kumdykolita, slawsonita, lisetita, banalsita, stronalsita, danburita, maleevita, pekovita, lingunita i kokchetavita.

## Formació i jaciments
Va ser descoberta al pou Joseph Smith Núm. 1, al comtat de Duchesne (Utah, Estats Units). També ha estat descrita en altres indrets de l'estat de Utah, així com a Nou Mèxic. Fora dels Estats Units només se n'ha trobat al Pakistan, al Tadjikistan i a Rússia.